# La Mancha (entreprise)
Pour les articles homonymes, voir La Mancha.

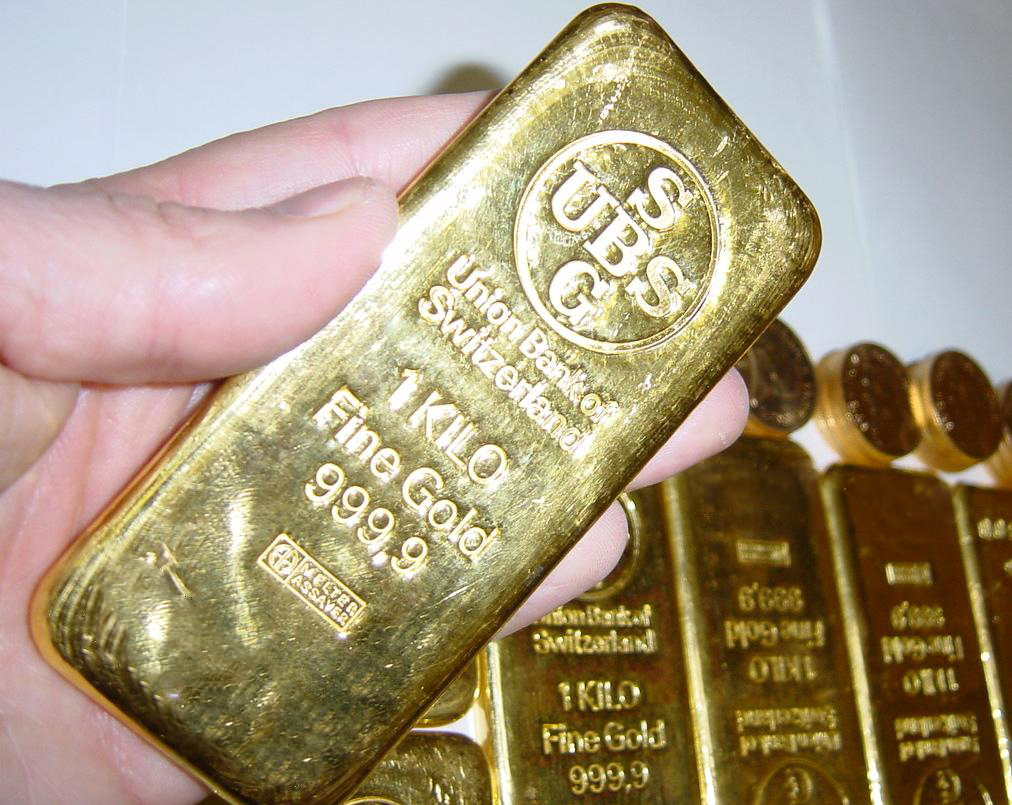
Lingots d'or.

La Mancha est une société créée en septembre 2006 à partir des mines d'or détenues par Orano et celles de La Mancha Resources Inc., une compagnie d'exploration aurifère canadienne.

## Historique
À la suite de sa démission du directoire d'Areva en mars 2012 en raison de l'affaire Uramin, Sébastien de Montessus devient le PDG de la Mancha. Il succède à Dominique Delorme, actuellement directeur général adjoint de La Mancha. 
En juillet 2012, Areva vend, par l'intermédiaire de sa filiale la Compagnie française de mines et métaux, l'intégralité de sa participation dans La Mancha, qui représente 63 % des actions du producteur d'or, pour 250 millions d'euros, à Weather II Investments, une société de portefeuille contrôlée par le milliardaire égyptien Naguib Sawiris, dont l'empire familial, Orascom, s'étend des télécoms au BTP et à l'hôtellerie.
En septembre 2012, Iman Naguib est nommée au poste de chef des services financiers.
En 2012, la société canadienne possédait des mines en exploitation, des projets de développement et des activités d'exploration :
- en Australie (Mine Frog’s Leg, Mine White Foil, Projet Park Dam, Projet Kintore, Projet Broads Dam, Projet Lake Greta, Projet Avoca[8]),
- au Soudan (Mine Hassaï, Projet des VMS à Hassaï, Projet Monts Nuba),
- en Côte d’Ivoire (mine d'or d'Ity[9], Projet Bondoukou, Projet Fetekro, Projet Sissedougou)
- en Argentine (Projet La Ortiguita)[10].
- et en France (projet dans la Creuse)[11].

## Polémique sur le projet dans la Creuse
La Mancha possède la Compagnie minière Or (COMINOR) à qui le ministère de l'industrie français a octroyé, le 18 novembre 2013, le permis exclusif de recherches (PER) de Villeranges.
Or l'État français a attribué ce permis à COMINOR sans consultation : ni celle de la population, ni celle des élus concernés. Un simple avis du public a été demandé par internet, sachant que la moitié des personnes qui ont répondu à cette enquête sont des étudiants en géologie[réf. nécessaire].
Le PER de Villeranges s'inscrit dans la continuité du projet de Total Compagnie minière France qui a recherché des métaux précieux à Villeranges entre 1980 et 1989. Ce projet industriel prévoyait l'exploitation des gisements du PER (33 tonnes d'or, antimoine, argent), mais aussi les gisements de toute la région (concession du Châtelet, Évaux-les-Bains…) et la construction d'une usine de cyanuration à Lussat. Sur les 50 km2 du permis, ce sont 7 millions de tonnes de roche qui sont à extraire des mines à ciel ouvert et souterraines.
Ce projet minier n'étant pas cohérent avec l'orientation économique du département de la Creuse, fondée sur une agriculture respectueuse de l'environnement et le tourisme vert, le conseil départemental de la Creuse et le conseil régional du Limousin, les associations de protection de l'environnement ont demandé le retrait du permis.
De plus, au niveau environnemental, ce permis minier à haut risque met en danger :
- l'eau potable des 18 communes du bassin de Gouzon, puisée dans l'aquifère de ce bassin
- la ZNIEFF de la vallée de la Voueize, une zone refuge pour les oiseaux de l'étang des Landes, composée de prairies humides
- l'étang des Landes, réserve naturelle, Zone Natura 2000, 3e site le plus visité de Creuse
- l'eau potable de la ville de Montluçon puisque toute pollution de la Voueize ou de la Tardes atteindrait le Cher (exemple de l'exploitation des mines du Châtelet).

L'incompatibilité du PER de Villeranges avec les lois sur l'eau et l'environnement met en lumière les lacunes du code minier actuel, qui aurait dû être réformé avant l'attribution de nouveaux permis miniers.
Le permis de Villeranges fait partie de 10 PER attribués ou en cours d'attribution (en Bretagne, dans la Sarthe…) par le ministère qui était à l'époque celui du Redressement productif, dans le cadre d'une relance de l'exploitation minière en France.